# 藍莓石

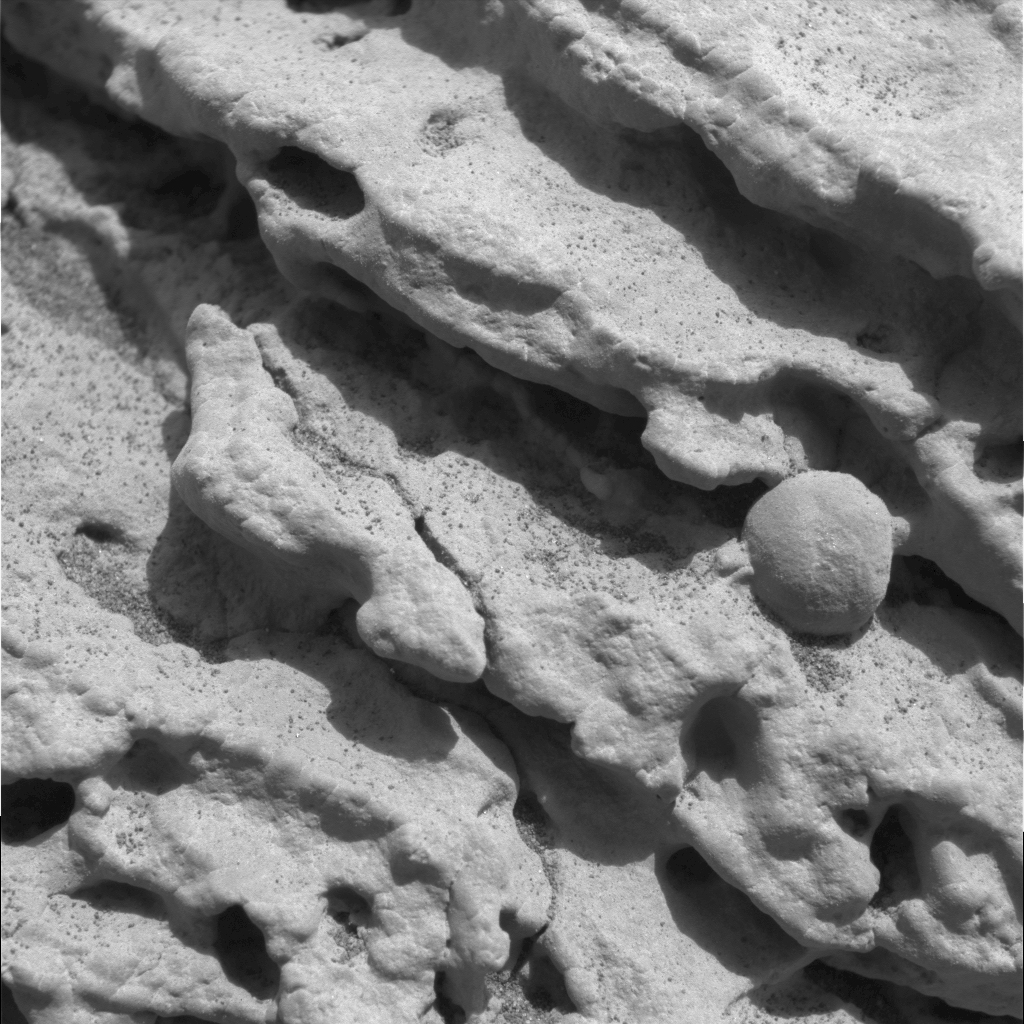
在地層中的藍莓石

藍莓石是一種在火星發現的球狀小石，在某種赤鐵礦地形附近四散。藍莓石的形成是火星含有水分的一個證明。

## 命名

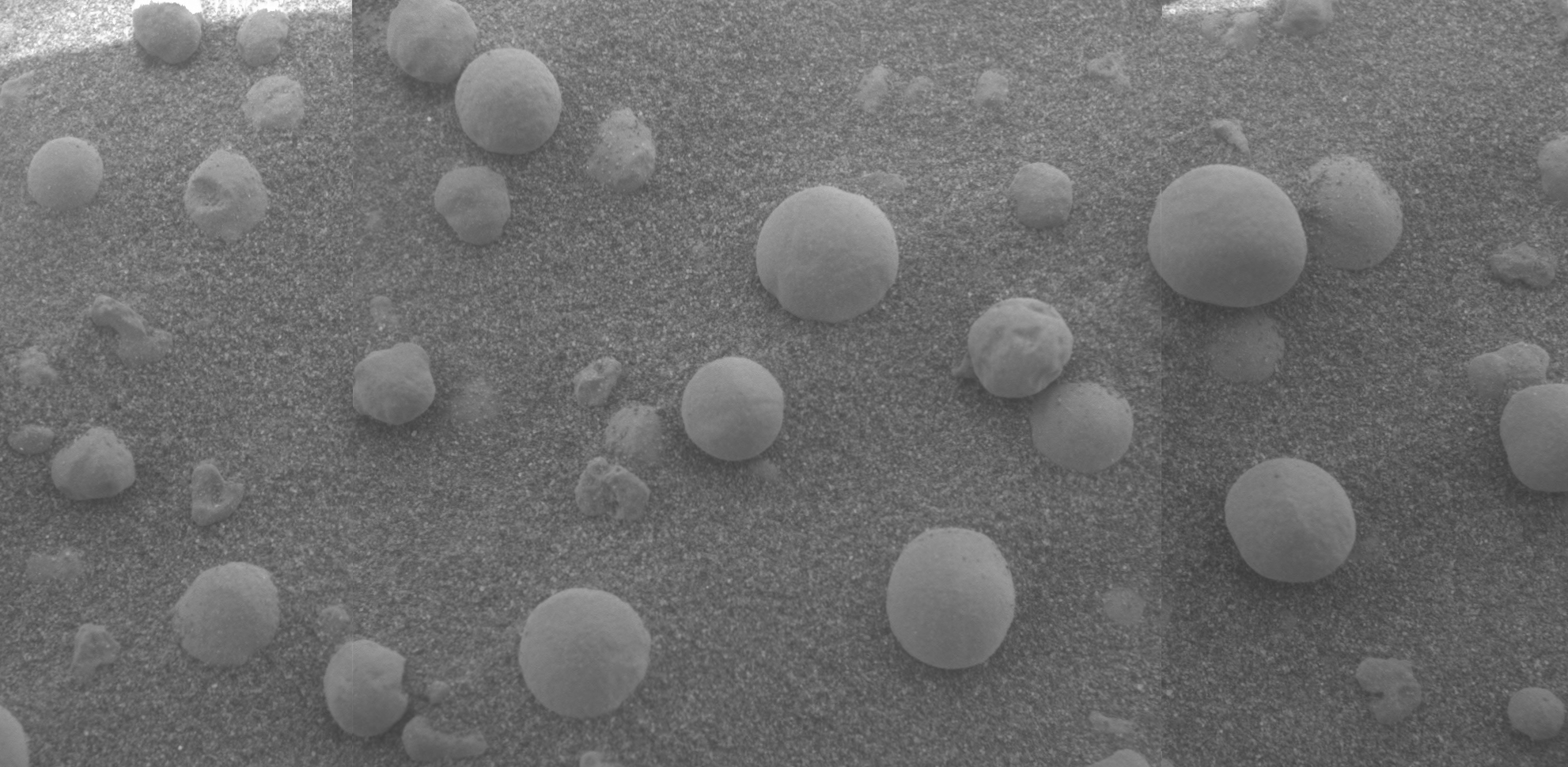
藍莓石

藍莓石只是一個非正式的命名。它的名稱來自發現之時，就好像藍莓鬆餅(Blueberry Muffin)上面四散的藍莓一樣。

## 參看
- 火星
- 《火星啟示錄》